# Liberatio
Liberatio é o álbum de estreia da banda alemã de metal sinfônico Krypteria, lançado em 2003. Apresenta uma mistura de várias cantoras.

## Faixas
1. "Liberatio" - 4:01
2. "Es wird Zeit - Trust Your Heart" - 4:03
3. "Lisette und die Krypterianer - Gaudium et felicitas" - 3:10
4. "Das Versprechen - Run To You" - 4:14
5. "Der Traum - Tonight" - 3:58
6. "Mortok und Gula - Get The Hell Out Of My Way" - 4:36
7. "Erik und Melissa - I Just Drowned In Your Eyes" - 4:01
8. "Der Ritt des Tyrannen - Time Is Running Thin" - 1:44
9. "Vrakulus Mortok - When The Dust Begins To Settle" - 4:07
10. "Bragu - Try" - 4:31
11. "Gulas Weg - Explora" - 3:13
12. "Renn' um dein Leben - A.O.T.D.A.H." - 1:31
13. "Im Angesicht des Todes - Kiss Your Life Goodbye" - 3:39
14. "Lebewohl - Keep Believing" - 4:02
15. "Liberatio (MMV)" - 4:00